# Аарон Расселл
Аарон Расселл (англ. Aaron Russell, нар. 4 червня 1993) — американський волейболіст, бронзовий призер Олімпійських ігор 2016 року.

## Виступи на Олімпіадах
| Олімпіада           | Дисципліна | Місце |
| ------------------- | ---------- | ----- |
| Ріо-де-Жанейро 2016 | волейбол   | 3     |

## Зовнішні посилання
- Аарон Расселл — олімпійська статистика на сайті Sports-Reference.com (англ.) (архівна версія)